# Feuchtbodensiedlung Keutschacher See
Das Feuchtbodensiedlung Keutschacher See befindet sich im Keutschacher See in der Gemeinde Keutschach am See im Bezirk Klagenfurt-Land in Kärnten. Die Reste der Feuchtbodensiedlung stehen unter Denkmalschutz (Listeneintrag) und wurden 2011 zum UNESCO-Welterbe Prähistorische Pfahlbauten um die Alpen erklärt.

## Beschreibung
Die Siedlung war von ungefähr 4000 bis 3500 und nochmals von 1000 bis 500 Jahren vor unserer Zeitrechnung besiedelt.
Der kupferzeitliche Pfahlbau steht in der Mitte des Keutschacher Sees auf einer inselartig aufragenden 45 × 25 Meter umfassenden ovalen Untiefe. Unter Wasser sind noch Überreste hölzerner Hauskonstruktionsteile einer Feuchtbodensiedlung erhalten. Es gibt zahlreiche Kleinfunde wie Keramik und Holzreste. Seit 1864 werden Forschungen durchgeführt.